# Kevin Santamaría
Kevin Oswaldo Santamaría Guzmán (Santa Tecla, Departamento de La Libertad, El Salvador, 11 de enero de 1991) es un futbolista salvadoreño. Juega como mediapunta y su equipo actual es Club Deportivo FAS de la Primera División de El Salvador. Tiene 34 años.

## Trayectoria

### Deportivo Llacuabamba
El 13 de enero se anuncia la ruptura de contrato con el club Deportivo Iztapa del fútbol guatemalteco, club con el cual tenía 6 meses más de contrato. Días posteriores fue confirmado como nuevo refuerzo del Deportivo Binacional de la Liga 1 de Perú. Sin embargo, no pudo jugar las primeras fechas debido a que el club guatemalteco se negó a enviar el pase del jugador, argumentando que su rescisión no fue de manera legal. Su debut se dio con el mando del entrenador argentino Néstor Clausen, quien fuera mundialista; su debut se dio en la fecha 4 contra la Universidad San Martin, Santamaría anotó un golazo de chalaca en la derrota de su equipo 1-2. Luego de malos resultados, su nuevo entrenador sería el peruano Alberto Castillo quien ya lo tuvo en la Selección de El Salvador. Luego de haber sido uno de los jugadores más destacados del club comunero junto a Alex Valera, a final de temporada desciende de categoría.
Al siguiente año fichó increíblemente por Sport Chavelines de la Liga 2. En lo individual logró anotar 13 goles, siendo uno de los jugadores más determinantes del equipo, en lo colectivo se quedó a un paso de ascender de categoría al perder la final frente a Atlético Grau.
En el 2023 fue campeón de la Liga 2 con el Comerciantes Unidos al quedar primera en la tabla acumulada, por lo cual conseguiría el ascenso a la Liga 1.

## Selección nacional
Este jugador ya fue convocado a la  selección de fútbol de El Salvador en la Copa de Oro de la Concacaf 2013.

## Clubes
Actualizado al último partido jugado el 15 de mayo de 2025.
| Asociación Deportiva Isidro Metapán · El Salvador       | 1.ª                 | 2010                |     |    |   |   |   |   |     |    |
| Asociación Deportiva Isidro Metapán · El Salvador       | Total               | Total               | 0   | 0  | 0 | 0 | 0 | 0 | 0   | 0  |
| Club Deportivo 11 Municipal · El Salvador               | 1.ª                 | 2011                | ?   | 3  | - | - | - | - | ?   | 3  |
| Club Deportivo 11 Municipal · El Salvador               | Total               | Total               | ?   | 3  | 0 | 0 | 0 | 0 | ?   | 3  |
| Club Deportivo Universidad de El Salvador · El Salvador | 1.ª                 | 2011-12             | 28  | 4  | - | - | - | - | 28  | 4  |
| Club Deportivo Universidad de El Salvador · El Salvador | Total               | Total               | 28  | 4  | 0 | 0 | 0 | 0 | 28  | 4  |
| Santa Tecla Fútbol Club · El Salvador                   | 1.ª                 | 2012-13             | 31  | 9  | - | - | - | - | 31  | 9  |
| Santa Tecla Fútbol Club · El Salvador                   | 1.ª                 | 2013                | 17  | 6  | - | - | - | - | 17  | 6  |
| Santa Tecla Fútbol Club · El Salvador                   | Total               | Total               | 48  | 15 | 0 | 0 | 0 | 0 | 48  | 15 |
| Club Social y Deportivo Suchitepéquez · Guatemala       | 1.ª                 | 2014                | 22  | 7  | - | - | - | - | 22  | 7  |
| Club Social y Deportivo Suchitepéquez · Guatemala       | Total               | Total               | 22  | 7  | 0 | 0 | 0 | 0 | 22  | 7  |
| Club Social y Deportivo Municipal · Guatemala           | 1.ª                 | 2014-15             | 40  | 6  | - | - | 3 | 0 | 43  | 6  |
| Club Social y Deportivo Municipal · Guatemala           | Total               | Total               | 40  | 6  | 0 | 0 | 3 | 0 | 43  | 6  |
| Club Social y Deportivo Suchitepéquez · Guatemala       | 1.ª                 | 2017-18             | 35  | 7  | - | - | - | - | 35  | 7  |
| Club Social y Deportivo Suchitepéquez · Guatemala       | Total               | Total               | 35  | 7  | 0 | 0 | 0 | 0 | 35  | 7  |
| Santa Tecla Fútbol Club · El Salvador                   | 1.ª                 | 2018-19             | 44  | 7  | - | - | 1 | 0 | 45  | 7  |
| Santa Tecla Fútbol Club · El Salvador                   | Total               | Total               | 44  | 7  | 0 | 0 | 1 | 0 | 45  | 7  |
| Club Deportivo Iztapa · Guatemala                       | 1.ª                 | 2019                | 19  | 0  | - | - | - | - | 19  | 0  |
| Club Deportivo Iztapa · Guatemala                       | Total               | Total               | 19  | 0  | 0 | 0 | 0 | 0 | 19  | 0  |
| Deportivo Llacuabamba · Perú                            | 1.ª                 | 2020                | 19  | 6  | - | - | - | - | 19  | 6  |
| Deportivo Llacuabamba · Perú                            | Total               | Total               | 19  | 6  | 0 | 0 | 0 | 0 | 19  | 6  |
| Sport Chavelines Juniors · Perú                         | 2.ª                 | 2021                | 21  | 3  | - | - | - | - | 21  | 3  |
| Sport Chavelines Juniors · Perú                         | Total               | Total               | 21  | 3  | 0 | 0 | 0 | 0 | 21  | 3  |
| Club Deportivo Águila · El Salvador                     | 1.ª                 | 2022                | 25  | 12 | - | - | - | - | 25  | 12 |
| Club Deportivo Águila · El Salvador                     | 1.ª                 | 2022                | 12  | 1  | - | - | 1 | 0 | 13  | 1  |
| Club Deportivo Águila · El Salvador                     | Total               | Total               | 37  | 13 | 0 | 0 | 1 | 0 | 38  | 13 |
| Club Deportivo Comerciantes Unidos · Perú               | 2.ª                 | 2023                | 24  | 7  | - | - | - | - | 24  | 7  |
| Club Deportivo Comerciantes Unidos · Perú               | 1.ª                 | 2024                | 13  | 0  | - | - | - | - | 13  | 0  |
| Club Deportivo Comerciantes Unidos · Perú               | Total               | Total               | 37  | 7  | 0 | 0 | 0 | 0 | 37  | 7  |
| Deportivo Llacuabamba · Perú                            | 2.ª                 | 2024                | 8   | 0  | - | - | - | - | 8   | 0  |
| Deportivo Llacuabamba · Perú                            | Total               | Total               | 8   | 0  | 0 | 0 | 0 | 0 | 8   | 0  |
| Club Deportivo FAS · El Salvador                        | 1.ª                 | 2025                | 14  | 0  | - | - | - | - | 14  | 0  |
| Club Deportivo FAS · El Salvador                        | 1.ª                 | 2025-26             |     |    |   |   |   |   |     |    |
| Club Deportivo FAS · El Salvador                        | Total               | Total               | 14  | 0  | 0 | 0 | 0 | 0 | 14  | 0  |
| Total en su carrera                                     | Total en su carrera | Total en su carrera | 372 | 78 | 0 | 0 | 5 | 0 | 377 | 78 |
| (2) No incluye goles en partidos amistosos.             |                     |                     |     |    |   |   |   |   |     |    |

Segunda División de El Salvador/Reservas
| Club                                      | País        | Año         |
| ----------------------------------------- | ----------- | ----------- |
| Estudiantes F.C.                          | El Salvador | 2007 - 2008 |
| Club Deportivo Universidad de El Salvador | El Salvador | 2008        |
| Malacoff                                  | El Salvador | 2009        |
| Turín FESA Fútbol Club                    | El Salvador | 2009        |
| Alacranes del Norte                       | El Salvador | 2010        |

### Selección nacional
| Selección                                      | Año                 | Partidos | Goles |
| ---------------------------------------------- | ------------------- | -------- | ----- |
| El Salvador Sub-20                             |                     |          |       |
| 2010                                           | 3                   | 0        |       |
| Total en su carrera                            | Total en su carrera | 3        | 0     |
| El Salvador                                    |                     |          |       |
| 2013                                           | 4                   | 0        |       |
| 2014                                           | 10                  | 0        |       |
| 2015                                           | 3                   | 0        |       |
| 2016                                           | 0                   | 0        |       |
| 2017                                           | 0                   | 0        |       |
| 2018                                           | 0                   | 0        |       |
| 2019                                           | 0                   | 0        |       |
| 2020                                           | 0                   | 0        |       |
| 2021                                           | 0                   | 0        |       |
| 2022                                           | 2                   | 0        |       |
| 2023                                           | 1                   | 0        |       |
| 2024                                           | 3                   | 1        |       |
| Total en su carrera                            | Total en su carrera | 23       | 1     |
| Estadísticas hasta el 9 de septiembre de 2024. |                     |          |       |

## Palmarés
| Título          | Club                | País        | Año  |
| --------------- | ------------------- | ----------- | ---- |
| Torneo Apertura | Santa Tecla F. C.   | El Salvador | 2018 |
| Liga 2          | Comerciantes Unidos | Perú        | 2023 |

### Distinciones individuales
| Distinción                             | Año  |
| -------------------------------------- | ---- |
| Mejor once de la Liga 2 según la SAFAP | 2021 |

## Selección nacional

### Participaciones en Copa de Oro de la CONCACAF
| Copa             | Sede           | Resultado        |
| ---------------- | -------------- | ---------------- |
| Copa de Oro 2013 | Estados Unidos | Cuartos de final |